# Edward II
Edward II é um filme britânico de tragédia histórica dirigido por Derek Jarman, baseado na peça homônima de Christopher Marlowe. Lançado em 1991, foi protagonizado por Steven Waddington, Tilda Swinton e Andrew Tiernan.